# Ex-ante
Ex-ante  (do latim, "antes do fato") é uma expressão algo baseado em prognóstico e em suposição, sendo fundamentalmente subjetivo e estimativo.

## Generalidades
Ex-ante se opõe a expressão Ex-post quando se realiza uma análise baseada em fatos passados. Ambos os termos latinos se referem ao estado em que as coisas são consideradas. Em economia estes termos são comumente utilizados ao se analisar um fato econômico. Por exemplo, o mercado futuro da Bolsa de Valores prevê uma alteração de preços de determinada commoditie (análise ex-ante) após o período previsto passar faz-se então uma análise do valor atualizado (análise ex-post).
Além da Economia, o Direito também se utiliza de tais expressões relacionadas ao estado temporal das coisas.